# Орден Сан-Хорхе де Альфама
Орден Сан-Хорхе-де-Алфама (исп. Orden de San Jorge de Alfama) ― духовно-рыцарский орден, основанный в 1201 году королём Арагона Педро II. В 1400 году был объединён с Орденом Монтесы.

Крест св. Георгия, ставший гербом Ордена, принятый позднее Орденом Монтесы.

## История
Король Педро II нуждался в деньгах для содержания хорошо оснащённой армии и своего двора, и эти деньги были получены из налогов, вызвавших народное недовольство. Одна из его идей заключалась в том, чтобы расширить свои владения за пределы Арагона, Каталонии и Окситании, и он хотел отобрать у мусульман новые земли. С этой целью в 1201 году он решил основать военный орден, рыцари которого будут помогать ему в компании, и с этой целью он создал Орден Сан-Хорхе, к названию которого Альфама будет добавлен из-за владения, которое он ему дал недалеко от города Тортоса.
С помощью рыцарей Ордена Педро II завоевал у мусульман Адемус, Кастиэльфабиб и Валенсию. Орден также участвовал в битве при Лас-Навас-де-Толоса (1212) по призыву о помощи кастильского короля Альфонсо VIII, а также принял участие в неудавшейся попытке завоевать остров Майорка.
Орден также столкнулся с политико-религиозными трудностями, одной из которых был катаризм. В окситанских землях Педро II катаризм присутствовал и был очень сильным. Король столкнулся с дилеммой: он желал дружбы знати Лангедока, но не хотел противостоять папе Римскому, который объявил крестовый поход против катаров. Как только папа Римский послал французскую знать против катаров (окситанцев), он заставил Педро II встать в ряд с ними. Педро II и окситанцы столкнулись с франками во главе с Симоном де Монфором у ворот Мюре 12 сентября 1212 года. Педро II был убит, и вся Окситания оказалась в руках крестоносцев, в результате чего Орден прекратил своё существование.
Педро IV Арагонский снова учредил Орден Сан-Хорхе, на что он запросил его одобрение у папы Григория XI, который дал свое согласие. Орден в новый период участвовал во всех компаниях, проводимых королём Педро IV. Орден сражался в так называемых войнах «Педрос» между Арагоном и кастильцами. Король хотел укрепить Орден, но было слишком поздно: он пришёл в упадок. Именно тогда Мартин I Арагонский задумал объединить Орден Сан-Хорхе с Орденом Монтесы. Папа Бенедикт XIII дал своё согласие. Новая ситуация изначально принесла членам Ордена Сан-Хорхе определённую автономию, пока в 1400 году он не был полностью поглощён могущественным Орденом Монтесы.